# Coralet
El coralet o espinavineta (Berberis vulgaris) és una espècie botànica de planta amb flor que pertany a la família de les berberidàcies.

## Hàbitat
És un arbust molt comú en els boscos i pastures semiàrides en terrenys calcaris d'Europa central i meridional i Àsia occidental. També s'ha naturalitzat als Estats Units.
Als Països Catalans, la subespècie seroi es pot trobar a bardisses de muntanyes de clima continental o submediterrani. Com que és bastant rara es va incloure com a espècie vulnerable a la llista d’espècies amenaçades en la RESOLUCIÓ AAM/732/2015, de 9 d'abril, per la qual es modifica el Catàleg de flora amenaçada de Catalunya

## Morfologia
És un arbust dens amb tiges llenyoses que arriben fins als 3 m d'alçada, erectes i ramificades amb l'escorça de color de cendra. Les fulles són ovals, alternes, amb pecíol curt, d'uns 3 cm de longitud. Presenten una gradació des de fulles fins a espines, de manera que les de més d'un any es van transformant en espines. Les flors apareixen entre abril i juny, són petites i grogues, agrupades en petits raïms pènduls. Els fruits són baies d'un cm de longitud de color vermell brillant, àcides però de sabor agradable.

## Taxonomia
El coralet té tres subespècies descrites a la península Ibèrica:
- B.vulgaris subsp. vulgaris L.: La subespècie típica, pròpia d'Europa i el pròxim Orient, sembla que a Catalunya només seria un tàxon cultivat i subespontani. Té les fulles toves i més grans (normalment majors de 2 cm), peciolades i habitualment més o menys enteres. Flors en raïm de més de 15 flors.
- B.vulgaris subsp. seroi O.Bolòs & Vigo: És una subespècie endèmica de la península Ibèrica que es pot trobar puntualment als Països Catalans.[1] Les fulles són més petites, coriàcies, curtament peciolades. Raïms normalment amb menys de 15 flors. Les espines són de color groc intens. Les tiges de l'any són de color groc viu (de vegades marrons-vermelloses).
- B.vulgaris subsp. australis (Boiss.) Heywood: seria la subespècie pròpia del Nord d'Àfrica, Andalusia i Múrcia i no arribaria als PPCC. És semblant i es pot confondre amb l'anterior però les tiges de l'any són de color púrpura fosc.[4]

## Farmacologia
Conté alcaloides derivats de la isoquinolina: berberina (3%), oxicantina (1,5%) i també conté tanins i saponines.
L'escorça de l'arrel és útil en congestions hepatobiliars i colecistitis i contra la retenció d'orina. També té un lleuger efecte laxant.
La planta, amb excepció dels seus fruits i llavors, és lleugerament verinosa. El seu agent més poderós és la berberina, que també se sap que té una sèrie d'efectes terapèutics. A Europa, les baies s'utilitzen tradicionalment per fer melmelada. Al sud-oest d'Àsia, especialment a l'Iran, on se'ls anomena zereshk (زرشک), les baies s'utilitzen per cuinar, així com per fer-ne melmelada.
Sovint és parasitat per Puccinia graminis (rovell negre), una malaltia dels rovells dels cereals.

### Propietats medicinals
El coralet s'ha utilitzat tradicionalment com a remei per a la diarrea, i és natural, doncs actualment se sap que el seu principi actiu, la berberina, és capaç de combatre un gran nombre de bacteris, fongs i virus, inclosos llevats, paràsits i protozous. S'ha demostrat la seva eficàcia contra Giardia, còlera, Candidiasis i fins i tot el conegut Helicobacter pylori.
Més enllà dels usos domèstics de la planta contra les infeccions, l'extracte d'aquesta planta, ric en berberina, s'extrau per fer-ne un suplement amb propietats per reduir eficaçment els nivells de colesterol (com una estatina natural) i com a antidiabètic (actua igual que la metformina).